# Mosquée Sidi Belhassen El Halfaoui

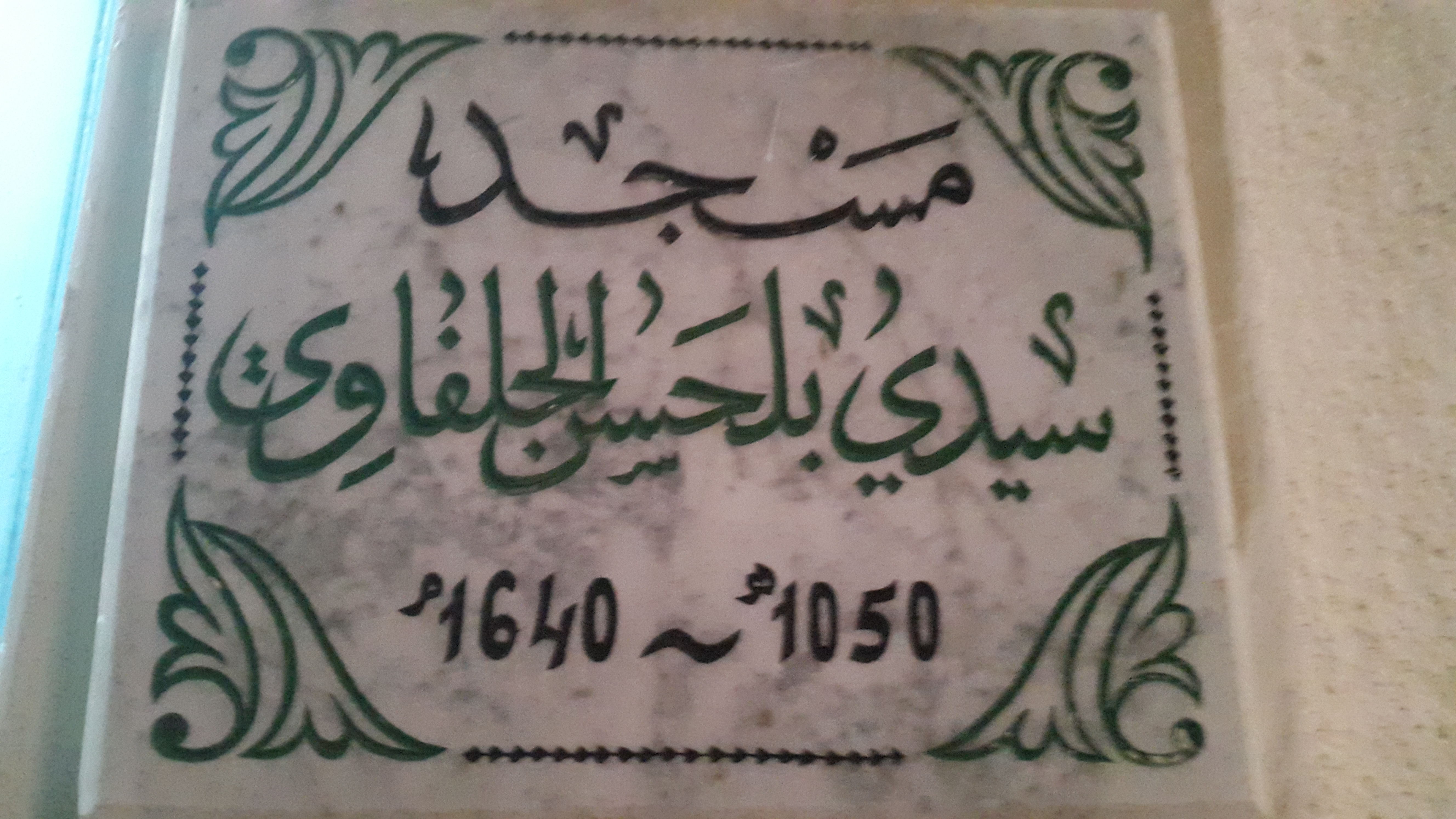
Plaque commémorative de la mosquée

La mosquée Sidi Belhassen El Halfaoui (arabe : مسجد سيدي بلحسن الحلفاوي) est une mosquée tunisienne située dans le quartier de Halfaouine, le faubourg nord de la médina de Tunis.

## Localisation

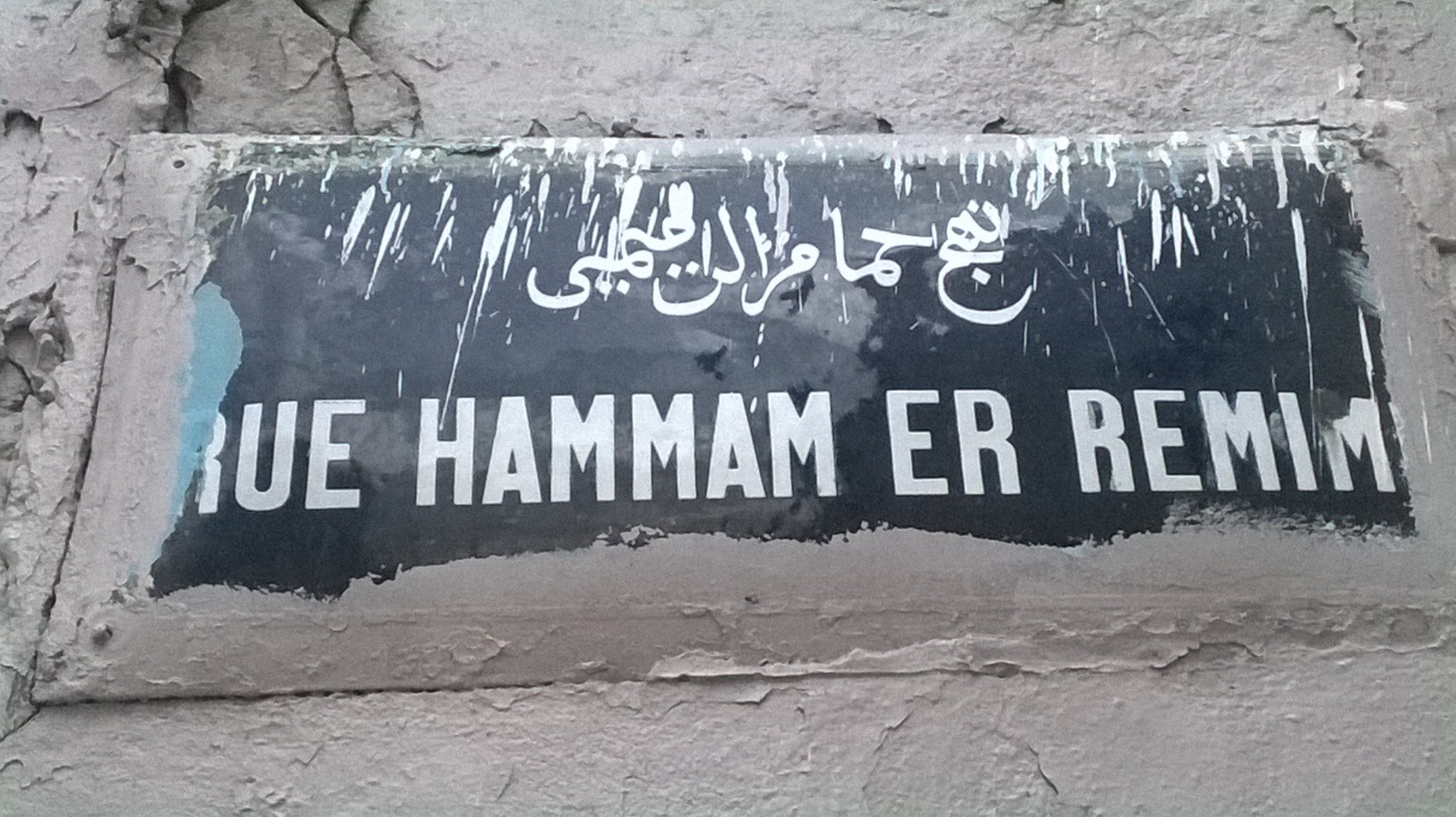
Plaque métallique indiquant la rue Hammam El Rmimi

Elle se trouve au numéro 87 de la rue Hammam El Rmimi.

## Étymologie

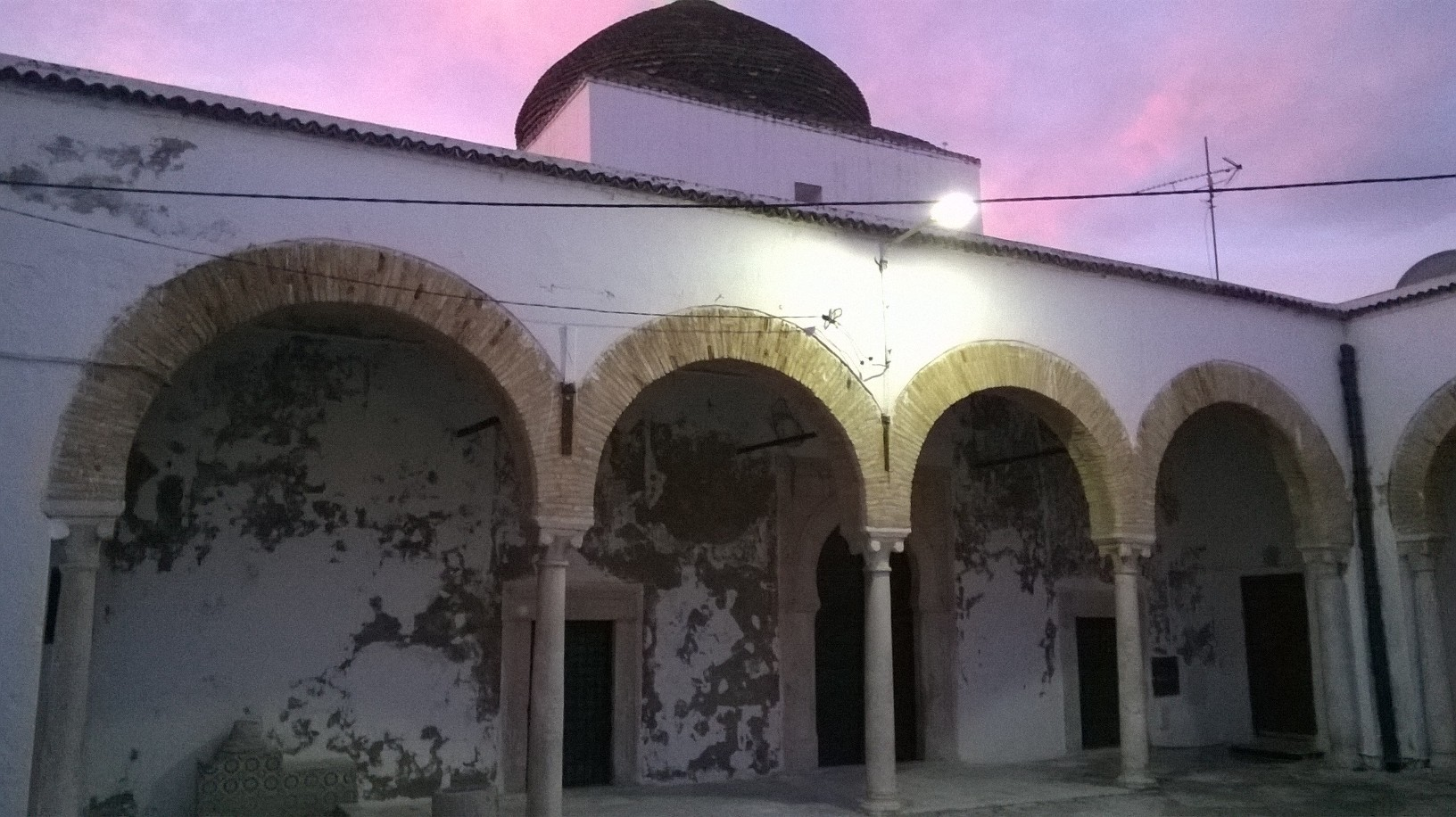
Mosquée et mausolée de Sidi Mohamed El Halfaoui

Elle est dédiée à Belhassen El Halfaoui, l'un des descendants du saint homme Sidi Mohammed El Halfaoui (arabe : محمد الحلفاوي), adepte de la tariqa de la Chadhiliyya, dont le mausolée et la mosquée se trouvent à proximité, dans une impasse portant son nom.

## Histoire
La mosquée est construite en 1640 (1050 de l'hégire), sous le règne des Mouradites, comme indiqué sur la plaque commémorative.